# Ulica Jana Styki i Wojciecha Kossaka we Wrocławiu

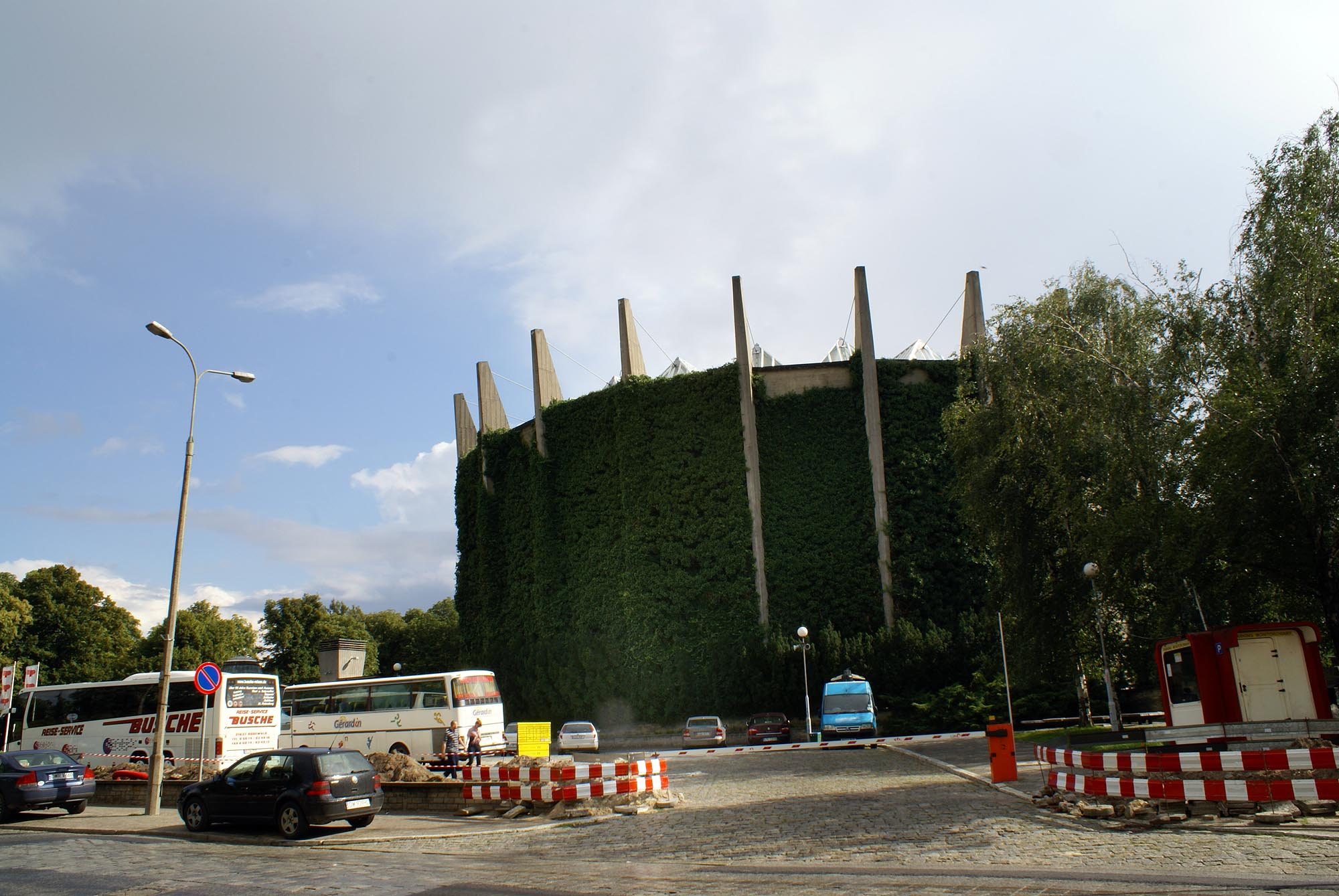
Rotunda (widok od strony ulicy), parking

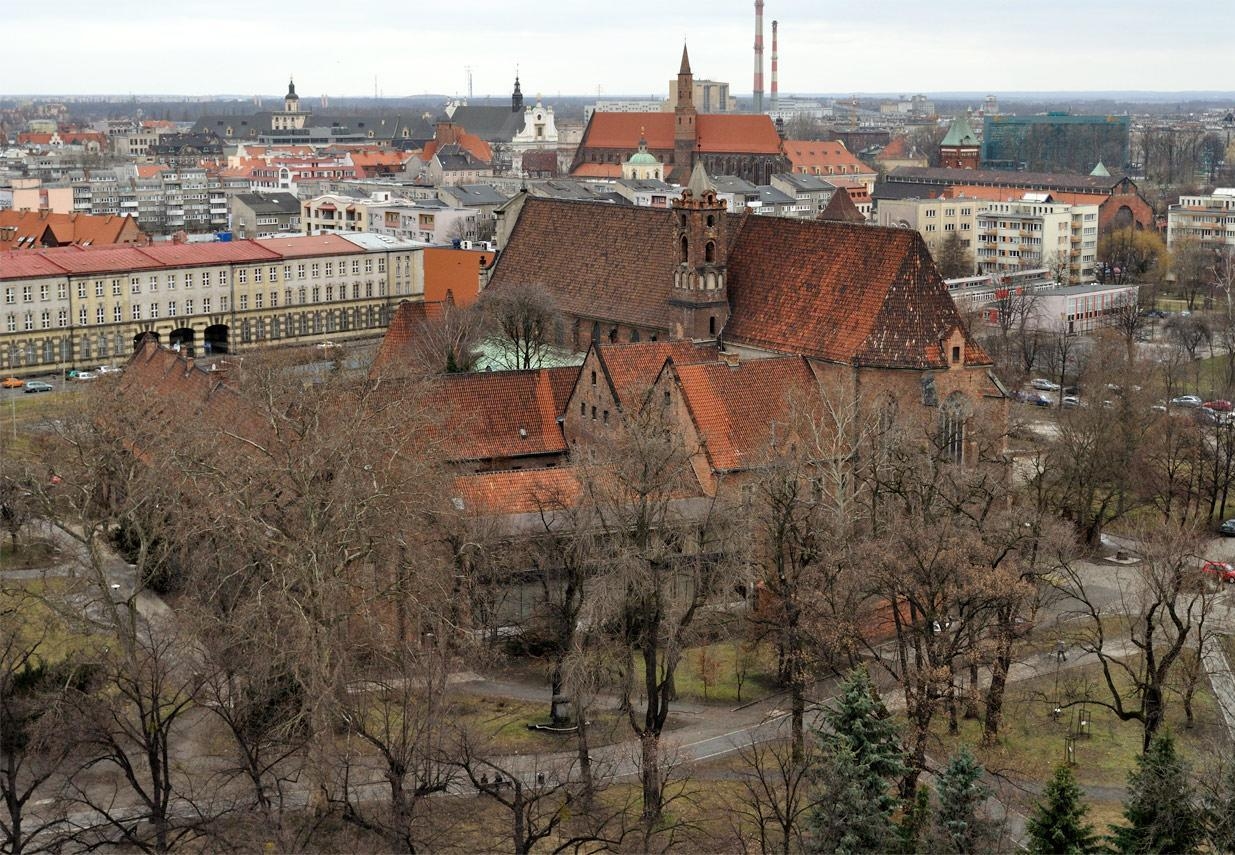
Muzeum Architektury, park, po prawej koniec ulicy

Ulica Jana Styki i Wojciecha Kossaka – ulica położona we Wrocławiu na Starym Mieście, w jego części nazywanej Nowym Miastem. Łączy ulicę Jana Ewangelisty Purkyniego i Andrzeja Frycza-Modrzewskiego z ulicą św. Jana Kapistrana i dalej stanowi ulicę ślepą. Ulica ma 126 m długości. Po wschodniej stronie ulicy znajduje się rotunda, w której eksponowana jest Panorama Racławicka. Ulica kończy się przy Parku Juliusza Słowackiego i zabytkowym kompleksie w który mieści się Muzeum Architektury.

## Historia
Znaczącą budowlą położoną przy tej ulicy jest ufundowany w 1453 r. klasztor i kościół Bernardynów. Kompleks ten został mocno zniszczony w wyniku działań wojennych prowadzonych podczas oblężenia Wrocławia w 1945 r. W 1948 roku ruiny zostały zabezpieczone, a w latach 1956–1972 (lub w latach 1957–1962) całość odbudowano. Prace prowadzono pod kierunkiem dr. inż. arch. Edmunda Małachowicza. Ówcześnie w kompleksie tym mieściło się Muzeum Architektury i Odbudowy a także Urząd Konserwatora Zabytków, oraz siedziba Przedsiębiorstwa Pracownie Konserwacji Zabytków. Współcześnie kompleks ten przeznaczony jest dla potrzeb Muzeum Architektury.
Po zachodniej stronie ulicy rozpościera się kompleks zabudowy z rotundą, w której eksponowana jest Panorama Racławicka. Jego budowa rozpoczęła się 10.11.1966 r. Autorami projektu byli Ewa Dziekońska i Marek Dziekoński. Autorami zaś samej panoramy byli Jan Styka i Wojciech Kossak, dziś upamiętnieni również w nazwie przylegającej do kompleksu ulicy. Otwarcie ekspozycji z panoramą miało miejsce 1985 r.

## Nazwy
Współczesna nazwa ulicy – Jana Styki i Wojciecha Kossaka – została nadana uchwałą podjętą przez Radę Miejską Wrocławia z dnia 10.06.2010 r. nr LI/1497/10. Nazwa ta upamiętnia Wojciecha Kossaka i Jana Stykę, autorów Panoramy Racławickiej eksponowanej w rotundzie położonej po wschodniej stronie ulicy.

## Układ drogowy
Do ulicy przypisana jest droga wewnętrzna o długości 126 m położona na działkach o łącznej powierzchni 2108 m2. Ulica biegnie od ulicy Jana Ewangelisty Purkyniego i Andrzeja Frycza-Modrzewskiego do deptaka św. Jana Kapistrana i dalej stanowi ulicę ślepą, przechodzącą w deptak prowadzący przez Park Juliusza Słowackiego do Promenady Staromiejskiej i Alei Juliusza Słowackiego.
Ulice powiązane z ulicą Jana Styki i Wojciecha Kossaka:
- skrzyżowanie:
  - ulica Jana Ewangelisty Purkyniego[1][16]
  - ul. A. Frycza-Modrzewskiego[17]
- deptak: ul. św. Jana Kapistrana
- koniec ulicy, dalej deptak przez Park Juliusza Słowackiego do Promenady Staromiejskiej[18] i Alei Juliusza Słowackiego[19].

## Zabudowa i zagospodarowanie
Po stronie wschodniej w kwartale pomiędzy ulicą Bernardyńską, Jana Ewangelisty Purkyniego, św. Jana Kapistrana oraz ulicy Jana Styki i Wojciecha Kossaka rozciąga się nienazwany plac o powierzchni 5249 m². Był on w pewnych okresach czasu użytkowany częściowo na parking, a obecnie stanowi Zieleniec przy Purkyniego. Część tego terenu przeznaczona jest na utworzenie ciągu pieszo-rowerowego, a część pod zabudowę dla potrzeb kultury i usług towarzyszących. Na południe od ulic św. Jana Kapistrana przy końcowym odcinku ulicy położona jest zabudowa dawnego klasztoru i kościoła stanowiących zespół pobernardyński obecnie użytkowana na potrzeby Muzeum Architektury.
Na południe od krańca ulicy oraz częściowo po jej wschodniej stronie położony jest Park Juliusza Słowackiego. Dalej przy ulicy Jana Ewangelisty Purkyniego położony jest Zespół budynków "Panoramy Racławickiej", który wraz z otoczeniem wpisano w 1991 r. do rejestru zabytków. Wpis ten został rozszerzony w 1998 r.
Ulica położona jest w obszarze znajdującym się na wysokości bezwzględnej pomiędzy 117,5 a 118,5 m n.p.m.. Jest on objęty rejonem statystycznym nr 933180, w którym gęstość zaludnienia wynosiła 60 osób/km² przy 19 osobach zameldowanych (według stanu na dzień 31.12.2018 r.).

## Ochrona i zabytki
Obszar, na którym położona jest ulica Jana Styki i Wojciecha Kossaka, podlega ochronie w ramach zespołu urbanistycznego Starego Miasta z XIII–XIX wieku, wpisanego do rejestru zabytków pod nr. rej.: 196 z 15.02.1962 oraz A/1580/212 z 12.05.1967 r.. Inną formą ochrony tych obszarów jest ustanowienie historycznego centrum miasta, w nieco szerszym obszarowo zakresie niż wyżej wskazany zespół urbanistyczny, jako pomnik historii  . Samo miasto włączyło ten obszar jako cenny i wymagający ochrony do Parku Kulturowego "Stare Miasto", który zakłada ochronę krajobrazu kulturowego oraz uporządkowanie, zachowanie i właściwe kształtowanie krajobrazu kulturowego oraz historycznego charakteru najstarszej części miasta .
Przy ulicy i w najbliższym sąsiedztwie znajdują się następujące zabytki:
| obiekt, położenie                                                                                        | powstanie, nr rej. | fotografia |
| --- | --- | ---------- |
| strona wschodnia                                                                                         | |            |
| Zespół budynków "Panoramy Racławickiej" wraz z otoczeniem ulica Jana Ewangelisty Purkyniego 11           | 10.02.1966 r. (rozpoczęcie budowy) – 1969 r. A/2281/464/Wm z dnia 25.11.1991 r.; 16.07.1998 r. (rozszerzenie) |            |
| strona wschodnia i południowa                                                                            | |            |
| Park im. Juliusza Słowackiego aleja Juliusza Słowackiego                                                 | lata 20. XIX wieku, lata 1878-1884, po 1945 r. gez, mpzp |            |
| strona zachodnia                                                                                         | |            |
| Kościół klasztorny pod wezwaniem św. Bernardyna ze Sieny, obecnie Muzeum Architektury ul. Bernardyńska 5 | lata 1463-1502, lata 1609-1619, 1628 r. pożar, odbudowa do 1634 r., lata 1702-1704 przebudowa, lata 1899-1901 renowacja, zniszczony w 1945 r., lata 1956-1965 odbudowa A/1298/16 z dnia 28.11.1947 r. i z dnia 23.10.1961 r. |            |
| Klasztor Zakonu Bernardynów (Franciszkanów Obserwantów), obecnie Muzeum Architektury ul. Bernardyńska 5  | około 1500 r., 1628 r. pożar, odbudowa do 1634 r., 1782 r., 1827 r. rozbudowa, 1907 r. renowacja lata 1871-1872 rozbudowa, 1945 r. zniszczony, lata 1956-1974 odbudowa A/1299/17 z dnia 8.11.1958 r. i z dnia 23.10.1961 r.  |            |